# Rud. Ley Maschinenfabrik
Die Rud. Ley Maschinenfabrik AG war ein Maschinen-, Automobil- und Nutzfahrzeughersteller in Arnstadt. Bereits 1856 wurde die auf Elektrotechnik spezialisierte Firma als Handwerksbetrieb zur Herstellung von Näh- und Schuhmaschinen gegründet und später vom Gesellen Rudolf Ley gekauft. 1901 wurde die Firma von dessen Söhnen Alfred, Hugo, Robert und Hermann übernommen. Ab 1905 wurden dort leichte Motorwagen unter den Markennamen Loreley gebaut, die Alfred Ley konstruierte. Mit Umwandlung der Rechtsform in eine Aktiengesellschaft 1909 schied Hermann Ley aus dem Unternehmen aus. Hugo und Robert Ley wechselten in den Aufsichtsrat, Alfred Ley wurde alleiniger Vorstand.

## Geschichte

### 1856–1901
Nachdem Rudolf Ley 1857 den Nähmaschinenfabrikanten Eduard Schmidt in Arnstadt getroffen hatte, trat er in seine Fabrik als Werkführer ein.
Am 1. Januar 1868 erwarb Ley auf eigene Rechnung das Nähmaschinengeschäft und führte die Firma unter dem Namen „Rudolph Ley, vormals Eduard Schmidt“ weiter. Als Gründungsjahr gab Ley 1856 an, das Jahr der Gewerbeanmeldung der Vorgängerfirma Eduard Schmidt.
In den Jahren 1879 bis 1885 konstruierte Ley Nähmaschinen mit verstellbaren Gestellen, die patentiert wurden, und anschließend erfand er 1885 die Schuhpflockmaschine, die ihm zum Weltruf verhalf.
Ab 1886 bot das Unternehmen neben den Nähmaschinen auch Handwerkermaschinen aller Art an.
Im Jahr 1896 errichtete Ley ein Elektrizitätswerk und erweiterte die schon vorhandenen Gebäude.
Als seine letzte Erfindung verbesserte Ley die Konstruktion der Schuhpflockmaschine: Mit der Leistung, täglich 1500 Paar Schuhe zu nageln, lag sie über allen bis zu dieser Zeit weltweit existierenden Systemen.

### 1901–1914

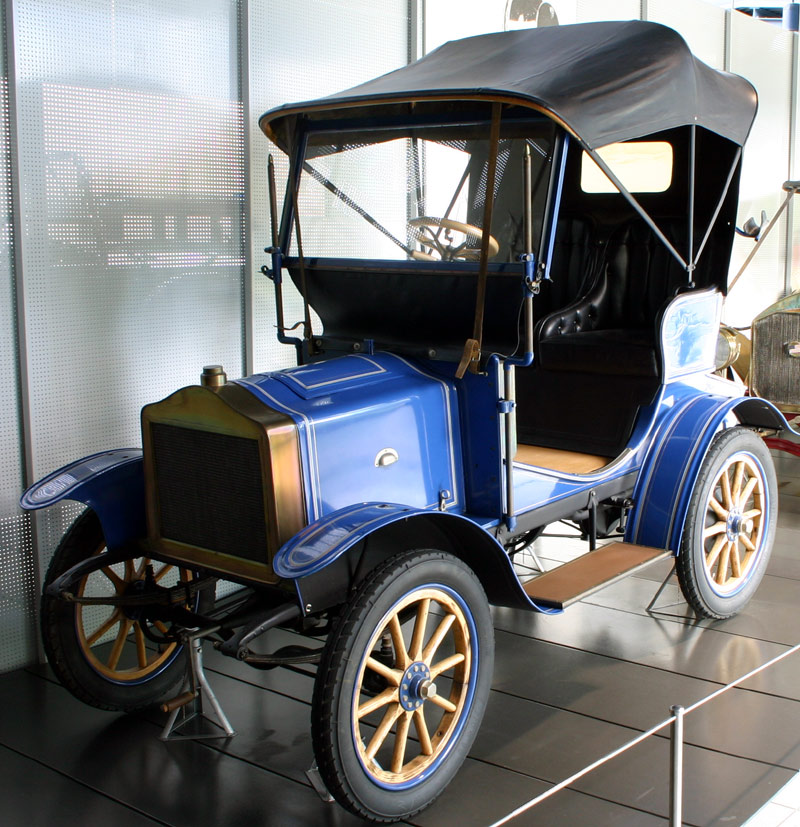
Loreley 6/10 PS (1907)

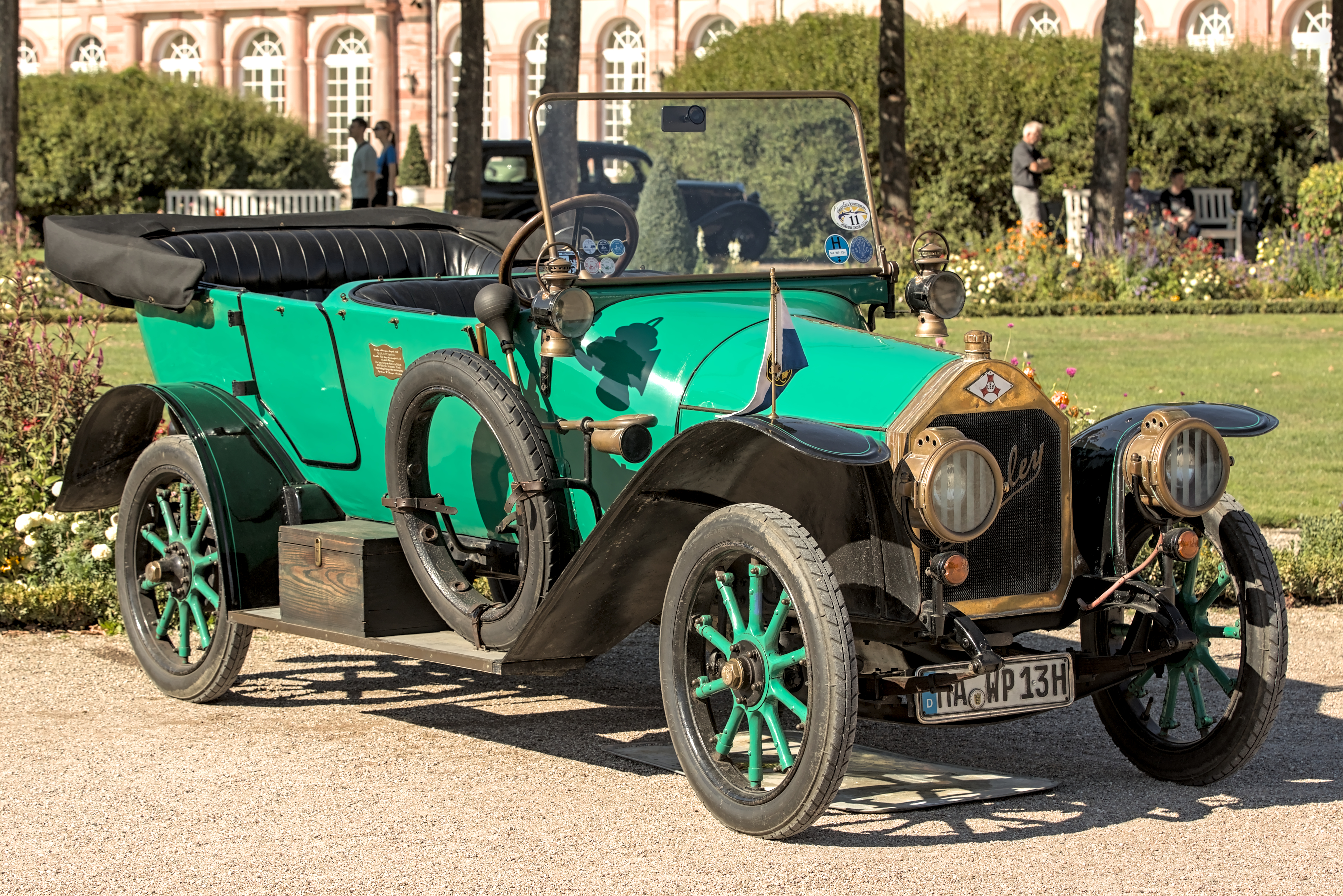
Ley Loreley L 4 (1913)

Als Rudolf Ley 1901 im Alter von 62 Jahren starb, übernahmen seine vier Söhne Alfred, Hugo, Robert und Hermann das Unternehmen und ließen bereits im August 1902 eine neue Dampfmaschine mit 350 „Pferdekräften“ anliefern, da die vorhandene Dampfkraft zur Stromerzeugung nicht mehr ausreichte.
Bis zum Ausbruch des Ersten Weltkriegs 1914 entstanden konventionelle Tourenwagen mit zwei oder vier Sitzen und Vier- oder Sechszylindermotoren.
Der erste Loreley war ein 6/10-PS-Fahrzeug mit Vierzylinder-Reihenmotor, der mit einem Hubraum von 1500 cm³ 10 PS (7,4 kW) leistete und eine Höchstgeschwindigkeit von 60 km/h ermöglichte. Der zum günstigen Preis (Zweisitzer für 3800 Mark, Viersitzer für 4900 Mark) angebotene Wagen wurde zum Verkaufserfolg. Nachdem Alfred Ley auch im Ausland damit Erfolge bei seinem großen internationalen Kundenstamm erzielte, aufgebaut aus dem weltweiten Geschäft mit Schuhmaschinen, Elektromotoren und Dynamos, baute Ley das Modellangebot aus. Weitere technische Finessen wie ein mit dem Getriebe direkt verblockter Motor kamen hinzu. Bereits 1908 wurde eine 2,6-Liter-Sechszylinder-Variante mit 25 PS angeboten.
Um das Kapital für Expansionspläne zu beschaffen, ließ Alfred Ley die Maschinenfabrik 1909 in eine AG umwandeln. Es folgten umfassende Erweiterungsbauten und es wurden höhere Produktionszahlen erreicht.
Hermann Ley verließ das Unternehmen, Hugo und Robert wechselten in den Aufsichtsrat, und Alfred Ley wurde zum alleinigen Vorstand berufen. Um 1910 war das Unternehmen mit 1200 Beschäftigten größter Arbeitgeber der Stadt.

### Nach dem Ersten Weltkrieg
Nach dem Ersten Weltkrieg erschienen die Vorkriegsmodelle zunächst in unwesentlich veränderter Form jetzt unter dem Markennamen Ley. Mit dem neuen Modell T6 wurden die ersten Stromlinienfahrzeuge nach einem Patent von Paul Jaray erprobt.

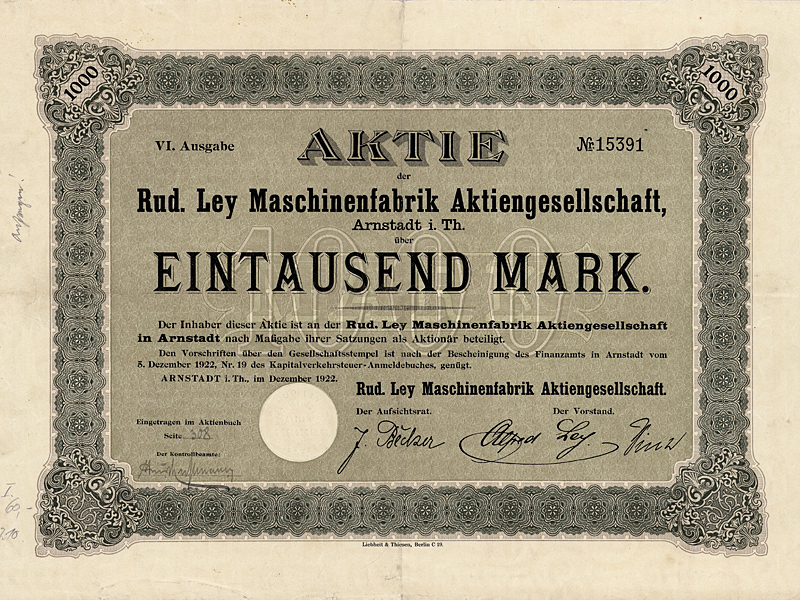
Aktie über 1000 Mark der Rud. Ley Maschinenfabrik AG vom Dezember 1922

Ende 1925 geriet der 750-Mitarbeiter-Betrieb in solche wirtschaftliche Schwierigkeiten, dass ein Vergleich zur Abwendung eines Konkurses beantragt werden musste. 1928 wurde der Bau von Personenwagen eingestellt, 1933 wurden mit Aufbrauch der vorhandenen Teile auch die letzten LKW ausgeliefert.
1935 wurde das Gelände mit den Baulichkeiten der Automobilfabrik verkauft, um alle Verbindlichkeiten zu erfüllen. Die Maschinen der Automobilfabrik wurden ins Stammwerk verlagert. Die Abteilung Automobilbau stellte weiterhin Ersatzteile her und war Zulieferer für andere Automobilfabriken. Der Schuhmaschinenbau und die Abteilung Elektrotechnik liefen bis 1945 unverändert weiter.
1947 wurde das Unternehmen nach Enteignung und zweimaliger Demontage aus dem Handelsregister gelöscht. Das Schuhmaschinensortiment wurde ab 1947 im Nachfolge-VEB unter den Markennamen SCHUMA und TEXTIMA weiterproduziert.

## Modelle

### Loreley
| Modell      | Bauzeitraum | Zylinder | Hubraum  | Leistung        | Radstand     |
| ----------- | ----------- | -------- | -------- | --------------- | ------------ |
| 6/10 PS     | 1905–1907   | 4 Reihe  | 1500 cm³ | 10 PS (7,4 kW)  | 1800–2400 mm |
| J 10/25 PS  | 1908–1914   | 6 Reihe  | 2599 cm³ | 25 PS (18 kW)   | 3000 mm      |
| A 5/12 PS   | 1909–1911   | 4 Reihe  | 1132 cm³ | 12 PS (8,8 kW)  | 2100 mm      |
| L4A 6/18 PS | 1911–1914   | 4 Reihe  | 1545 cm³ | 18 PS (13,2 kW) | 2785 mm      |
| 6A 6/18 PS  | 1911–1914   | 6 Reihe  | 1550 cm³ | 18 PS (13,2 kW) | 2785 mm      |
| H4A 8/21 PS | 1912–1914   | 4 Reihe  | 2068 cm³ | 21 PS (15,4 kW) | 2930 mm      |
| K6 10/28 PS | 1912–1914   | 6 Reihe  | 2599 cm³ | 28 PS (20,6 kW) | 3250 mm      |

### Ley
| Modell        | Bauzeitraum | Zylinder | Hubraum  | Leistung        | Radstand |
| ------------- | ----------- | -------- | -------- | --------------- | -------- |
| U12 12/32 PS  | 1918–????   | 4 Reihe  | 3091 cm³ | 32 PS (23,5 kW) | 3175 mm  |
| T6 6/16 PS    | 1920–1922   | 4 Reihe  | 1540 cm³ | 16 PS (11,8 kW) | 2670 mm  |
| U12 12/32 PS  | 1921–1923   | 4 Reihe  | 3091 cm³ | 32 PS (23,5 kW) | 3175 mm  |
| T6E 6/20 PS   | 1922–1925   | 4 Reihe  | 1540 cm³ | 20 PS (14,7 kW) | 2670 mm  |
| U12B 12/36 PS | 1923–1924   | 4 Reihe  | 3091 cm³ | 36 PS (26,5 kW) | 3175 mm  |
| M8 8/36 PS    | 1924–1927   | 4 Reihe  | 2010 cm³ | 36 PS (26,5 kW) | 2959 mm  |
| U12C 12/45 PS | 1924–1927   | 4 Reihe  | 3091 cm³ | 45 PS (33 kW)   | 3175 mm  |
| N8 8/38 PS    | 1928        | 6 Reihe  | 1991 cm³ | 38 PS (28 kW)   | 2870 mm  |
| V12 12/50 PS  | 1928        | 6 Reihe  | 3180 cm³ | 50 PS (37 kW)   | 3200 mm  |